# سید جواد خلخالی
سید جواد خلخالی از سیاستمداران ایرانی بود، که در دوره‌  هفدهم بعنوان نماینده تبریز  در مجلس شورای ملی حضور داشت.